# Festival de musique de Turku
Le festival de musique de Turku (finnois : Turun musiikkijuhlat, suédois : Åbo musikfestspel) est un festival de musique organisé chaque année à Turku en Finlande.

## Présentation
Fondé en 1960 par la société musicale de Turku, c'est le est le plus ancien festival de musique en activité en Finlande.
Le festival propose au public de grands concerts d'orchestre, des concerts de musique de chambre, des récitals, du jazz, des manifestations en plein air et des concerts.
Le festival invite chaque année par des artistes internationaux et finlandais.
Le festival se déroule dans une trentaine de salles, églises et autres lieux de Turku tels que le palais des concerts de Turku, la cathédrale de Turku, la salle Sigyn, le château de Turku et le musée Sibelius.
Le programme comprend des concerts orchestraux par le propre orchestre philharmonique de Turku ainsi que plusieurs ensembles et chefs invités, solistes, musiciens de chambre, musiciens de jazz ainsi que plusieurs performances musicales scéniques ou semi-scéniques.

## Lieux et scènes
Les scènes sont dispersées de Turku à Parainen:
| Salle                              | Adresse            |
| ---------------------------------- | ------------------ |
| Théâtre suédois de Turku           | Eerikinkatu 13     |
| Maison académique, salle des fêtes | Rothoviuksenkatu 1 |
| Archevêché de Turku                | Agricolankatu 2    |
| Église Betel                       | Yliopistonkatu 29a |
| Manoir de Brinkhall                | Brinkhallintie 414 |
| Galerie de Brinkhall               | Vanha Suurtori 3   |
| Hôtel de ville de Turku            | Aurakatu 2         |
| Köysiteatteri                      | Linnankatu 58      |
| Linnateatteri                      | Linnankatu 31      |
| Église Mikael de Turku             | Puistokatu 16      |
| Église de Pargas                   | Kirkkoesplanadi 4  |
| Manoir de Qvidja                   | Kuitiantie 337     |
| Ruissalon Telakka, salle Lindblom  | Hevoskarintie 23   |
| Ruissalon Telakka, salle Westin    | Hevoskarintie 23   |
| Salle Runeberg                     | Kauppiaskatu 1     |

| Salle                          | Adresse              |
| ------------------------------ | -------------------- |
| Musée Sibelius                 | Piispankatu 17       |
| Salle Sigyn                    | Linnankatu 60        |
| Terminal de Silja Line         | Linnankatu 91        |
| Suomen Joutsen                 | Linnankatu 72        |
| Turku Energia, Turbiinihalli   | Linnankatu 65        |
| Palais des concerts de Turku   | Aninkaistenkatu 9    |
| Château de Turku, salle royale | Linnankatu 80        |
| Château de Turku, chapelle     | Linnankatu 80        |
| Musée d'Art de Turku           | Aurakatu 26          |
| Cathédrale de Turku            | Tuomiokirkonkatu 1   |
| Maison des pompiers            | Eskelinkatu 5        |
| Ancienne mairie de Turku       | Vanha Suurtori 3     |
| Villa Marjaniemi               | Marjaniementie 50    |
| Villa Solin                    | Ansarikatu 100       |
| Musée Wäinö Aaltonen           | Itäinen Rantakatu 38 |

## Artistes invités
| Type              | Invités |
| ----------------- | --- |
| Violon            | - Lisa Batiashvili - Joshua Bell - Igor Oistrakh - Gidon Kremer - Anne-Sophie Mutter |
| Violoncelle       | - Steven Isserlis - Heinrich Schiff - Arto Noras - Natalia Gutman |
| Chant             | - Sonya Yoncheva - Elīna Garanča - Natalie Dessay - Jorma Hynninen - Soile Isokoski - Jonas Kaufmann - Karita Mattila - Matti Salminen - Elisabeth Schwarzkopf - Rolando Villazón                                                       |
| Piano             | - Emil Gilels - Claudio Arrau - Grigory Sokolov - Rodion Shchedrin - András Schiff - Olli Mustonen - Murray Perahia - Sviatoslav Richter - Yefim Bronfman - Vladimir Ashkenazy - Lang Lang - Bella Davidovich - Jonathan Biss           |
| Chefs d'orchestre | - Paavo Järvi - Daniel Harding - Valery Gergiev - Rene Jacobs - Ievgueni Mravinski - Yuri Temirkanov - Sergiu Celibidache - Esa-Pekka Salonen - Yehudi Menuhin - Vladimir Ashkenazy - Mikhail Pletnev - Sakari Oramo - Chung Myung-whun |
| Orchestre         | - Orchestre philharmonique de Saint-Pétersbourg - Orchestre symphonique de la radio finlandaise - Orchestre symphonique de la radio suédoise - Orchestre philharmonique de Séoul - Orchestre Philharmonia - Orchestre Mariinsky (en)    |
| Quatuors à cordes | - Quatuor Lindsay - Quatuor Borodine - Quatuor Chilingirian - Meta4 (fi) |
| Musique ancienne  | - Emmanuelle Haïm - Jordi Savall - Gustav Leonhardt - Ton Koopman - Le Concert d'Astrée - Orchestre baroque d'Helsinki - Il pomo d'oro (en)                                                                                             |
| Rock              | Apocalyptica |
| Autres            | - Donna Leon - John Malkovich |